# Oxira fusca
Oxira fusca là một loài bướm đêm trong họ Noctuidae.